# Raymond (Washington)
Raymond é uma cidade localizada no estado norte-americano de Washington, no Condado de Pacific.

## Demografia
Segundo o censo norte-americano de 2000, a sua população era de 2975 habitantes.
Em 2006, foi estimada uma população de 2976, um aumento de 1 (0.0%).

## Geografia
De acordo com o United States Census Bureau tem uma área de
11,3 km², dos quais 9,9 km² cobertos por terra e 1,4 km² cobertos por água. Raymond localiza-se a aproximadamente 10 m acima do nível do mar.

## Localidades na vizinhança
O diagrama seguinte representa as localidades num raio de 32 km ao redor de Raymond.